# 199
|  | Per a altres significats, vegeu «Nombre 199». |

## Esdeveniments
- Zeferí I esdevé bisbe de Roma.
- Imperi Romà: regna Septimi Sever i Publi Corneli Anulí i Marc Aufidi Frontó són cònsols de Roma.
- Juli Crisp, tribú del pretori, és executat per ordre de l'emperador Septimi Sever per criticar-lo per ser massa ambiciós en la campanya contra els parts.
- Laetus obté gran prestigi entre les tropes per la seva valenta defensa de Nísibis contra un sobtat atac del rei Vologès V de Pàrtia.
- Tit Flavi Titià i Marc Maeci Probe esdevenen governadors de la Tarraconense.[1]
- Mesopotàmia es divideix en dues províncies romanes separades per l'Eufrates, Mesopotàmia i Osroene.[2]
- Es formen dues noves legions, Legió I Parthica i Legió III Parthica, com a guarnicions permanents.[3]

## Necrològiques
- Àfrica (província romana): Víctor I, bisbe de Roma (189-199)